# Dasyvalgus subnitidus
Dasyvalgus subnitidus är en skalbaggsart som beskrevs av Hermann Julius Kolbe 1904. Dasyvalgus subnitidus ingår i släktet Dasyvalgus och familjen Cetoniidae. Inga underarter finns listade i Catalogue of Life.